# Béatrice Casadesus
Pour les articles homonymes, voir Casadesus.
Pour les autres membres de la famille, voir Famille Casadesus.
Béatrice Casadesus, née Béatrice Probst le 1er janvier 1942 à Paris, est une peintre et sculptrice française, enseignante à l'École nationale supérieure d'architecture de Paris-Malaquais.

## Biographie
Béatrice Casadesus naît en 1942 dans une famille d'artistes : père et mère sont comédiens, Lucien Pascal et Gisèle Casadesus, frères et sœur sont musiciens ou comédienne. Elle suit de 1956 à 1959 les cours d'Edmée Larnaudie à l'École des arts appliqués à Paris et dessine d'après Masaccio, Piero della Francesca ou Goya. En 1960-1966, elle étudie la peinture et la sculpture à l'École des beaux-arts de Paris, atelier d'Henri-Georges Adam et participe au groupe de Théâtre antique de la Sorbonne aux côtés de Jean-Pierre Miquel, François Joxe, Bruno Mailhé, Philippe Lagard et Jacques Lacarrière.
En 1964, elle reçoit le Second Prix de Rome de sculpture et séjourne en Italie. Lauréate de la Fondation de la vocation, elle obtient une bourse pour l'art monumental et commence une collaboration avec des architectes, notamment Antoine Stinco.
De 1975 à 1977, Béatrice Casadesus voyage en Malaisie, Birmanie, Thaïlande et Indonésie et commence les Brûlages et Dessins d'ombre (jusqu'en 1995). Elle travaille sur l'apparition du dessin par frottement à la mine de plomb sur différents types de papier. Après la découverte de Seurat, elle délaisse la sculpture pour la peinture. La découverte du point devient source de son travail. Sur les murs de la ville ou sur la toile, elle explore cette « mise au point ».
Béatrice Casadesus développe à partir de 1980 et jusqu'en 1989 les Tramaturgies, processus d'effacement du contenu iconique de certains modèles picturaux célèbres (Léonard de Vinci, Michel-Ange, École de Fontainebleau) par superposition de trames et d'incisions.
De 1984 à 1990, Béatrice Casadesus commence la série Blancs volants, ainsi intitulée d'après le mot du poète Shitao. Elle produit un jeu sur l'endroit et l'envers, série qui introduit à la réalisation du Grand livre des Pas, un environnement spatial pour l'École de Danse de l'Opéra de Paris (Architecte : Christian de Portzamparc) à Nanterre. De 1990 à 2000, elle travaille sur des empreintes et explore le thème de la matérialité de la peinture sur différents supports papier tels que papier japon, toile de tarlatane et intissé.
De 1992 à 1994, elle dirige l'atelier d'art monumental à l'École des beaux-arts de Paris en tant que « professeure titulaire des écoles d'architecture en art et représentation ».
De 1997 à 2001, Béatrice Casadesus produit Les Mues, une série de peintures froissées, présentées en boules au sol, et des Peintures sans fin, grands rouleaux de peintures présentés de manière aléatoire dans l'espace. Elle rejette ainsi la traditionnelle position verticale de l'œuvre et recherche de nouveaux modes de présentation.
À partir de 1998, Béatrice Casadesus explore d'autres supports. Elle produit deux installations vidéos, Traces et Autoportrait, explorant les relations entre peinture, espace et  éléments sonores (en particulier des voix). Elle livre Les transparents, une série de peintures-filtres et photos-filtres disposées librement dans l'espace. Elle travaille la sérigraphie sur verre et sur toile en collaboration avec l'atelier Éric-Seydoux, à Paris. 
Depuis 2007, Béatrice Casadesus revient à la peinture, et en particulier les grands formats, d'Or et d'Azur, sur le thème de l'infini.

## Distinctions
Chevalière de la Légion d'honneur, 2004

## Expositions personnelles
- 1994
  - Orients, Musée du Donjon, Niort ; galerie Landon, New York
  - Parution de Lux aux éditions Voix ; exposition à cette occasion à la galerie Mohanjeet à Paris
  - Otages, Ambassade de France à New York, Services culturels
- 1995
  - Orients, galerie Muséum Annex, Hong Kong
  - Variations Or, galerie Romagny, Paris
- 1997
  - Création des livres uniques, livres d'artiste, en collaboration avec J.-L. Baudry, M. Benhamou, J.-L. Binet, M. Conil-Lacoste, M. Cournot, M. Deguy, D. Lockwood, J. de Longeville, R. Loraux, J.-F. et D. Lyotard, N. Minor, Ch. de Portzamparc, D. Probst, G. Raillard, J.-D. Rey, J.-M. Rey J. Risset, J.-L. Schefer, E.Tellerman, G. Thurnauer et C. Zins. Exposés à la galerie Romagny, Paris
- 2000
  - Work in process, exposition rétrospective (1980-2000) et présentation des installations
  - Vidéo Traces et Autoportrait, en quatre lieux, à Issy-les-Moulineaux, Espace Boullée. Musée français de la carte à jouer. Médiathèque, Centre d'Arts plastiques
  - Les années 1990, galerie Romagny, Paris
- 2002
  - Le Regard et la Trace, exposition rétrospective (1975-2001), Maison des Arts de Malakoff, Musée de l'Arsenal de Soissons ; Institut Français de Barcelone, Espagne.
- Été 2011
  - Mues au musée de Cahors Henri-Martin[9]

## Œuvres personnelles
- 1969 : sans titre, sculpture du groupe scolaire Jean-Yole à La Roche-sur-Yon [10]
- 1979 : Le Sourire de Nadja, Théâtre de La Rose des Vents à Villeneuve-d'Ascq (décoration murale de 1 600 disques en ciment teinté) [11]